# کلاته ری
کلاته ری یک روستا در ایران است که در دهستان خوارتوران شهرستان شاهرود واقع شده‌است. کلاته ری ۹۰ نفر جمعیت دارد.